# 竹中三佳 (シンガーソングライター)
竹中 三佳（たけなか みか、3月18日 - ）は、日本のシンガーソングライター。東京都国立市出身。

## 概要
高校時代から四谷や渋谷などのライブハウスでピアノ弾き語りのライブを行っていた。
1984年、第28回 ポプコンに「竹中三佳&ラプラス」として出場した。
1986年、ビクター音楽産業に持ち込んだデモテープがきっかけで、OVA『戦国奇譚妖刀伝』の挿入歌「爪紅 〜つまくれない〜」を担当するとともに、桔梗役の声優として出演する。その後、ヤマハ音楽教室の教育用音楽の作曲・作詞など数多く手がける。
2000年、演劇集団キャラメルボックス 公演『クローズ・ユア・アイズ』で持ち歌が使用され、脚光を浴びる。それ以降、ZABADAKなどとともに同劇団へ多くの楽曲を提供し続けながら、他アーティストへの楽曲提供やライブ活動などを行っている。

## 主な作品

### CD（オリジナル）
- 竹中三佳ベストセレクション〜with piano〜（2007年8月29日発売）
- 竹中三佳ベストセレクション〜a la carte〜（2007年8月29日発売）
- 風の忘れもの（2007年9月19日発売）

### CD（参加作品）
- 戦国奇譚妖刀伝-破獄の章-（1987年、ビクター音楽産業）
- クローズ・ユア・アイズ（2000年、演劇集団キャラメルボックスサントラ盤）
- エトランゼ（2001年、演劇集団キャラメルボックス　サントラ盤）
- STAY Coupling with moon light（2001年、演劇集団キャラメルボックスサントラ盤）
- Mr.MOONLIGHT（2001年、演劇集団キャラメルボックスサントラ盤）
- ブリザード・ミュージック（2001年、演劇集団キャラメルボックスサントラ盤）
- ナツヤスミ語辞典（2003年、演劇集団キャラメルボックスサントラ盤）
- トリコロ・イメージアルバム（2004年6月23日発売、キングレコード/STARCHILD）
  - Ripples（作詞：竹中あこ、作曲：竹中三佳、歌：竹中あこ&竹中三佳）
  - Between Greens（作詞：竹中あこ、作曲：竹中三佳、歌：竹中あこ&竹中三佳）
- SKIP（2004年、演劇集団キャラメルボックス　サントラ盤）
- スケッチブック・ボイジャー（2005年、演劇集団キャラメルボックスサントラ盤）
- クロノス（2005年、演劇集団キャラメルボックスサントラ盤）
- ミス・ダンデライオン、あしたあなたあいたい（2006年、演劇集団キャラメルボックスサントラ盤）
- カレッジ オブ ザ ウインド（2007年、演劇集団キャラメルボックスサントラ盤）
- トリツカレ男（2007年、演劇集団キャラメルボックスサントラ盤）
- きみがいた時間ぼくのいく時間（2008年、演劇集団キャラメルボックスサントラ盤）
- 君の心臓の鼓動が聞こえる場所（2008年、演劇集団キャラメルボックスサントラ盤）
- 涙を数える（2014年、演劇集団キャラメルボックス　デジタル音楽配信）
- パスファインダー（2015年、演劇集団キャラメルボックスサントラ盤）
- SKIP（2017年、NAPPOS PRODUCE  サントラ盤）
- カプリチオ・ソング・コレクション（2019年9月24日発売、カプリチオ・ミュージック）
  - 天使のアビタシオン（作詞：花崎雅芳、作曲：内藤慎也、歌：竹中三佳）
  - Perdu dans le vent -風の忘れもの- （作詞：みついひろみ、作曲・歌：竹中三佳）

楽曲提供（CD）
- スクールランブル
  - 塚本天満キャラクターソング「ステキな予感」
  - 塚本八雲キャラクターソング「夕顔」
- ショコラ　「Missin' You」
- 遠藤久美子　「Rainy rainy day」
- 笠原弘子　「風の輪舞曲（ロンド）」
- 機動警察パトレイバー　キャラクターソング「Silent...」

### デジタル音楽配信
- Mika Takenaka Song Collection Vol.1   Shinya Naito Mix（2021.5.27配信スタート、カプリチオ・ミュージック）
  - 竹中三佳の劇団公演提供曲マスターテープから人気ユニットKAZSINの内藤慎也が新たにミックスを手がけ生まれ変わった珠玉のソングコレクション第1弾、全11曲。演劇集団キャラメルボックス公演『クローズ・ユア・アイズ』劇中曲「Paradise Find』『What’s True?』『TODAY』『Procyon』他、収録。
- いつかもういちど（2022.10 配信スタート）
- Songs 2022（2022.10.15 配信スタート）
  - 「Mika Takenaka Song Collection Vol.1 Shinya Naito Mix」に続くNew Mixシリーズ 第2弾。演劇集団キャラメルボックス公演2004『SKIP』劇中曲『扉を開こう』2007『トリツカレ男』劇中曲『Blue Snow』公演2008『きみがいた時間ぼくのいく時間』劇中使用曲「奇跡の道」「Flakes of Time」他収録。